# Silene azirensis
Silene azirensis är en nejlikväxtart som beskrevs av Mark James Coode och Cullen. Silene azirensis ingår i släktet glimmar, och familjen nejlikväxter. Inga underarter finns listade i Catalogue of Life.